# Karl von Gorzowsky
Karl von Gorzowski (né à Przemyśl en Pologne en 1778, mort à Venise le 22 mars 1858) est un militaire et un homme politique autrichien.

## Biographie
Karl von Gorzowski (nommé aussi Gorzowski, Gorzkowski) naît en 1778 dans une famille de la noblesse polonaise originaire de la Galicie, passée vers la fin du XVIIIe siècle sous la domination de l'empire d'Autriche après la partition de la Pologne.
Le 6 juin 1818, il épouse la comtesse Anna Szápáry de Muraszombath.
Il commence sa carrière militaire en 1792 et prend part aux premiers combats contre les révolutionnaires français puis aux batailles napoléoniennes.
Le 18 juillet 1848, il est le responsable des opérations lors de la bataille de Governolo (it) contre les révolutionnaires italiens. Stationné à Mantoue, il est d'un apport décisif auprès de Franz Wimpffen pendant la seconde invasion des Légations. Il prend part au siège de Bologne qui permet d'occuper la ville insurgée. Il poursuit sa route jusqu'à Ancône, toujours aux côtés de Wimpffen, sans prendre part au siège de la ville. 
En récompense de ses actions, Gorzowsky est nommé gouverneur de la Vénétie le 24 août 1849, où il reste en charge jusqu'au mois d'octobre.
Il se retire de la vie publique et réside à Venise jusqu'à sa mort, le 22 mars 1858.